# 锐裂对囊蕨
锐裂对囊蕨（学名：Deparia wilsonii var. incisoserrata）也称锐裂蛾眉蕨，为蹄盖蕨科对囊蕨属下的一个变种。

## 扩展阅读
- 維基物種上的相關：锐裂蛾眉蕨